# Pontus Farnerud
Hans Pontus Farnerud (Helsingborg, 1980. június 4. –) svéd válogatott labdarúgó.
A svéd válogatott tagjaként részt vett a  2002-es és a 2004-es Európa-bajnokságon.

## Sikerei, díjai
Monaco
- Francia bajnok (1): 1999–00

Sporting
- Portugál kupagyőztes (2): 2006–07, 2007–08
- Portugál szuperkupagyőztes (1): 2007

Stabæk
- Norvég bajnok (1): 2008

Göteborg
- Svéd kupagyőztes (1): 2013